# Сања Старовић
Сања Старовић (Требиње, 25. март 1983) српска је одбојкашица која игра на позицији коректора. 

## Биографија
Рођена је у Требињу али је детињство провела у Гацку. 
За репрезентације Савезне Републике Југославије дебитовала је 2000. године. За репрезентацију Србије и Црне Горе играла је на Европским Првенствима 2003. и 2005. После дуге репрезентативне паузе вратила се 2012. када је са репрезентацијом Србије освојила бронзану медаљу у Европској лиги и наступала на Олимпијским играма. 
Већи део каријере провела је у азербејџанском клубу Рабити из Бакуа где је остварила и своје највеће клупске успехе. Са Рабитом је освојила Светско клупско првенство и два пута су били финалисти Лиге шампиона, најјачег европског клупског такмичења. Такође је освојила првенство Азербејџана шест пута. Њен млађи брат Саша такође је одбојкаш.

## Успеси

### Клупски
- Лига шампиона: 2. место 2011. и 2013, 3. место 2014.
- Светско клупско првенство: 1. место 2011. и 2. место 2012.
- Првенство Азербејџана: 1. место 2009, 2010, 2011, 2012, 2013. и 2014.
- Првенство Србије и Црне Горе: 1. место 2001.
- Куп Србије и Црне Горе: 1. место 2003.

### Репрезентативни
- Универзијада: 2. место 2007
- Европска лига : 3. место 2012

### Индивидуални
- Најбољи нападач у Европском купу 2009/10.
- МВП шампионата Азербејџана 2011.